# Renate Zedworny
Renate Zedworny (* 1947) ist eine ehemalige deutsche Rollschuhsportlerin.

## Sportliche Laufbahn
Renate Zedworny wurde im Alter von 15 Jahren deutsche Junioren-Siegerin im Rollschuhlaufen, zwei Jahre später später deutsche Jugendmeisterin, dreimal Clubmeisterin im Frankfurter Roll- und Eissportclub und Hessische Landesmeisterin. Sie wurde Dritte der Deutschen Meisterklasse, die dadurch erworbene Teilnahmeberechtigung an der Weltmeisterschaft in England konnte sie wegen einer Blinddarmentzündung nicht wahrnehmen. Bei der Weltmeisterschaft 1963 in Spanien kam sie ebenfalls als Dritte durchs Ziel. Bei ihrer Darbietung in Spanien erlitt sie einen schmerzhaften Sturz, stand aber die vier Minuten durch und rettete damit Deutschland einen dreifachen Sieg.

## Erfolge
- Etwa 1962, mit 15 Jahren, deutsche Junioren-Siegerin im Rollschuhlaufen[1]
- Zwei Jahre später deutsche Jugendmeisterin[1]
- In den Jahren 1964, 1965, 1966 Clubmeisterin im Frankfurter Roll- und Eissportclub[1]
- 1965 Hessische Landesmeisterin[1]
- 1967 3. der Deutschen Meisterklasse[1]
- 1968 wurde sie bei der Weltmeisterschaft in Spanien Dritte (hinter Astrid Bader und Christine Kreuzfeld).[1][2]

## Persönliches
Renate Zedworny war von Beruf Rauchwaren-Kauffrau (Pelzfell-Händlerin), gelernt bei ihrem Vater, dem Frankfurter Rauchwaren-Kommissionär Herbert Zedworny (* 12. Oktober 1907 in Berlin). Herbert Zedworny war seit 1951 selbständig im Pelzzentrum Niddastraße, Niddastraße 56. Ein Foto von Renate Zedworny findet sich unter anderem in der Nordwest-Zeitung, Ausgabe Oldenburger Nachrichten vom 30. September 1963.